# Ляпки (Кемеровская область)
Ляпки — деревня в Кемеровском районе Кемеровской области. Входит в состав Елыкаевского сельского поселения.

## География
Центральная часть населённого пункта расположена на высоте 142 метров над уровнем моря.

## Население
По данным Всероссийской переписи населения 2010 года, в деревне Ляпки проживает 143 человека (71 мужчина, 72 женщины).